# العلاقات الصينية العمانية
العلاقات الصينية العمانية هي العلاقات الثنائية التي تجمع بين الصين وسلطنة عمان.

## مقارنة بين البلدين
هذه مقارنة عامة ومرجعية للدولتين:
| وجه المقارنة                                              | الصين                    | سلطنة عمان    |
| --------------------------------------------------------- | ------------------------ | ------------- |
| المساحة (كم2)                                             | 9.60 مليون               | 309.50 ألف    |
| عدد السكان (نسمة)                                         | 1.33 مليار               | 4.64 مليون    |
| الكثافة السكانية (ن./كم²)                                 | 138.54                   | 14.99         |
| العاصمة                                                   | بكين                     | مسقط          |
| اللغة الرسمية                                             | اللغة الصينية القياسية   | اللغة العربية |
| العملة                                                    | رنمينبي                  | ريال عماني    |
| الناتج المحلي الإجمالي (بليون دولار)                      | 12.24 تريليون            | 72.64 مليار   |
| الناتج المحلي الإجمالي (تعادل القوة الشرائية) بليون دولار | 19.82 تريليون            | 179.49 مليار  |
| الناتج المحلي الإجمالي الاسمي للفرد دولار أمريكي          | 8.03 ألف                 | 15.55 ألف     |
| الناتج المحلي الإجمالي للفرد دولار أمريكي                 | 13.21 ألف                | 38.63 ألف     |
| مؤشر التنمية البشرية                                      | 0.728                    | 0.793         |
| رمز المكالمات الدولي                                      | +86                      | +968          |
| رمز الإنترنت                                              | .cn، .中国 ‏، .中國 ‏      | عمان          |
| المنطقة الزمنية                                           | توقيت الصين، ت ع م+08:00 | ت ع م+04:00   |

## منظمات دولية مشتركة
يشترك البلدان في عضوية مجموعة من المنظمات الدولية، منها:
| علم المنظمة | اسم المنظمة                               | تاريخ انضمام الصين | تاريخ انضمام سلطنة عمان |
| ----------- | ----------------------------------------- | ------------------ | ----------------------- |
|             | وكالة ضمان الاستثمار متعدد الأطراف        | 30 أبريل 1988      | 1989                    |
|             | منظمة الشرطة الجنائية الدولية             | ?                  | ?                       |
|             | منظمة حظر الأسلحة الكيميائية              | ?                  | ?                       |
|             | منظمة التجارة العالمية                    | 11 ديسمبر 2001     | 2000                    |
|             | الفريق المعني برصد الأرض                  | ?                  | ?                       |
|             | الأمم المتحدة                             | 25 أكتوبر 1971     | 7 أكتوبر 1971           |
|             | مؤسسة التمويل الدولية                     | 15 يناير 1969      | 1973                    |
|             | يونسكو                                    | 4 نوفمبر 1946      | 10 فبراير 1972          |
|             | مؤسسة التنمية الدولية                     | 24 سبتمبر 1960     | 1973                    |
|             | البنك الدولي للإنشاء والتعمير             | 27 ديسمبر 1945     | 1971                    |
|             | المنظمة الهيدروغرافية الدولية             | ?                  | ?                       |
|             | الاتحاد البريدي العالمي                   | ?                  | ?                       |
|             | المركز الدولي لتسوية المنازعات الاستشارية | 6 فبراير 1993      | 1995                    |
|             | الاتحاد الدولي للاتصالات                  | 1 سبتمبر 1920      | 28 أبريل 1972           |

## وصلات خارجية
- موقع وزارة الخارجية الصينية
- موقع وزارة الخارجية العمانية